# 天国は、ほんとうにある
『天国は、ほんとうにある: 天国へ旅して帰ってきた小さな男の子の驚くべき物語』（原題: Heaven is for Real: A Little Boy's Astounding Story of His Trip to Heaven and Back）は、キリスト教を主題として、2010年に出版された、トッド・バーポ、リン・ヴィンセント共著の書籍である。トーマス・ネルソン社から出版された。
この図書では、バーポの息子・コルトンが3歳のときに経験した臨死体験の記録が綴られている。
2010年のニューヨーク・タイムズ・ベストセラーリストに掲載され、2012年4月時点で電子書籍の売上が100万部を突破し、2014年時点で紙媒体の売上が1億部を突破している。本書の映画化作品が、2014年4月16日に公開され、Box Office によれば1億ドルの興行収入があると推定されている。

## 概要
本書の中で、ネブラスカ州インペリアルにあるクロスロード・ウェズリアン教会の牧師、トッド・バーポ  (Todd Burpo) は、自身の息子であり、当時3歳だったコルトン (Colton) が、2003年3月5日に受けた緊急手術のあとで、コルトンはある出来事や人についてを語り始めた、と著述している。それらは、コルトンには知りえないことであった。例として、1998年に流産して出生することなく終わった彼の姉のことや、彼の出生の30年前に死去した祖父の詳細などがあった。コルトンは、また、七色の馬に乗るイエス様や、イエス様の膝に座り歌を歌う天使と会った時のことも説明した。さらに、彼は神の御前に跪いているマリア様や、傍に立っているイエス様も見ているという。

## 反響

### 売り上げ
2010年11月の発売から10週以内に、ニューヨーク・タイムズのベストセラーリストに、第3位として登場した。発売から3か月となる2011年1月までに20万部を売り上げ、同年3月のベストセラー・リスト、ノンフィクション・ペーパーバック部門において1位を獲得し、数週間にわたりトップ10に残り続けた。

### 批判
複数のキリスト者が、本書の内容やメッセージに対しての批判や懸念を表明している。キリスト教を伝えるニュースレターの The Berean Callは、「聖書外的  (extra-biblical)」で「問題あり  (problematic)」とするとともに、手術中のコルトンが臨床死していたという医学的な根拠がないとして、本書を非難した。著述家であり、牧師でもあるジョン・F・マッカーサーJr は、あの世についての非聖書的 (un-Biblical) な考えが表現されているとして、やはり本書を非難した。ザ・ニューヨーカーとのインタビューで、本書の作者であるリン・ヴィンセントは、もしも天国にいる羽の生えた人の話を本書に盛り込んでいたなら、キリスト者は本書を嘘であると考えてしまったのではないか、という懸念を表明した。
2015年、アレックス・マラーキー (Alex Malarkey) は、自身の体験に基づいて出版された The Boy Who Came Back from Heaven（参考訳: 天国から戻ってきた男の子）を、本書中の臨死体験は空想であると述べ、否定した。キリスト教系の出版者や書店は、アレックスが「嘘から儲ける (profit from lies)」と言った、大衆「天国旅行 (heaven tourism)」ものの販売を非難した。アレックスの表明に続き、コルトンは、「みんなは僕の話に疑念を抱いている」と発言しながらも、本書の立場に立ち続けた。

## 映画化
2011年5月、ソニー・ピクチャーズが映画化権を獲得した。コナー・コラム (Connor Corum)、マーゴ・マーティンデイル、グレッグ・キニア、ケリー・ライリー、トーマス・ヘイデン・チャーチ、ジェイコブ・バルガスらが出演した、映画化作品は2014年4月16日にリリースされた。2014年7月時点で、 Rotten Tomatoes は 46% のレーティングをつけている。

## 註釈
1. ↑  公式ウェブページでは272頁としている[1]。